# Guillaume Dubois
Pour les articles homonymes, voir Guillaume Dubois (Crétin) et Dubois.
Guillaume Dubois, appelé « l'abbé Dubois », puis « le cardinal Dubois », est un ecclésiastique et un homme d'État français, né le 6 septembre 1656 à Brive-la-Gaillarde et mort le 10 août 1723 à Versailles. Il est le principal ministre d'État sous la régence de Philippe d'Orléans.

## Biographie

### Origines
Né à Brive-la-Gaillarde (Corrèze), le jeune Guillaume aurait été, selon ses ennemis, le fils d'un apothicaire. Il est en fait baptisé le 24 septembre 1656 à Saint-Martin de Brive et est le fils de Jean Dubois et de Marie de Joyet de Chaumont. Issu d'un milieu d'édiles, son père est docteur en médecine. C'est son oncle et parrain, Guillaume, qui est maître apothicaire. 
C'est le deuxième enfant du ménage. Son frère aîné est Joseph Dubois, né en 1650, mort en 1740, maire perpétuel de Brive et directeur général des ponts et chaussées de France entre 1723 et 1736. Un autre frère, Jean Dubois (1665-1727), a été abbé de Caunes. Une sœur, Jeanne, a épousé le 1er mars 1685 à Saint-Martin de Brive Guillaume de Vielbans d'Aurussac.
Très mal connue, en l'absence d'archives substantielles, la jeunesse du cardinal Dubois a fait l'objet d'innombrables anecdotes généralement malveillantes, telles que le fait qu’il aurait versé dans la marmite de la cantine une fiole d’antimoine, laxatif particulièrement puissant, subtilisée dans la boutique paternelle alors qu’il était encore élève du prieuré Saint-Martin, ou qu’il aurait mis enceinte, à l’âge de 13 ans, une servante chez le premier président du parlement de Bordeaux où il avait été engagé comme précepteur, qu’il l’aurait épousée et, qu’une fois la dot dilapidée en beuveries et escapades nocturnes, il aurait quitté précipitamment sa ville natale, à l’âge de 16 ans pour monter dans la capitale, mais quelques-unes sont bien documentées. On sait que Dubois, abbé (clerc tonsuré, mais pas prêtre) depuis 1692, obtint en 1720 « un très essentiel service », comme l'écrit le marquis d'Argenson dans ses Mémoires de la part du marquis de Breteuil, alors intendant de Limoges, qui parvint « avec subtilité », à faire disparaître toutes traces d'un mariage contracté par le sieur Dubois, avant son entrée dans les ordres, en vue d'être « créé » cardinal. En contrepartie, Breteuil sera nommé ministre de la Guerre par le Régent sur proposition (fortement soutenue) de Dubois.

### Formation
Éduqué par les frères de la doctrine chrétienne, il reçoit la tonsure et le « petit collet » à l'âge de treize ans. Avec Fleury et, plus tard, Bernis, il appartient à cette « lignée occitane de grands prélats semi-libéraux » (Emmanuel Le Roy Ladurie), typique du Midi des Lumières. Il devient l'abbé Dubois, titre de pure courtoisie pour cet abbé de cour et de salon.
En 1672, à 16 ans, il obtient une bourse et part, sans doute par la protection du lieutenant-général du Limousin, le marquis Jean de Pompadour, pour Paris, poursuivre sa formation au collège Saint-Michel, aujourd'hui disparu, mais dont il reste quelques vestiges rue de Bièvre (5e arrondissement).
Il est vite remarqué par l'abbé Antoine Faure, directeur de l'établissement, qui obtient pour son compatriote le poste envié de précepteur du neveu du roi, le jeune Philippe, duc de Chartres, futur duc d'Orléans, né en 1674. Aujourd'hui, au musée Carnavalet, un portrait en pied, sans doute apocryphe, le montre au côté de son élève.

### Débuts à la cour
En 1692, sous l'insistance de Louis XIV, mais face à l'opposition irréductible de sa mère, la Princesse palatine, le duc de Chartres épouse Mademoiselle de Blois, fille naturelle légitimée que le roi avait eue de Madame de Montespan. Dubois est appelé à la rescousse pour vaincre les hésitations du jeune duc et obtient par la suite l'abbaye de Saint Just en Picardie.
En 1698, au service de la maison d'Orléans en même temps que l'abbé de Saint-Pierre, théoricien de la paix universelle, Dubois effectue une mission diplomatique en Angleterre. Il y découvre une nation capitaliste et libérale en plein essor, visite Oxford, rencontre les exilés français tels que Saint-Évremond et noue sans doute d'utiles relations dans l'entourage de la Cour de Saint-James.
De retour au Palais-Royal, Dubois devient — dans l'entourage des Orléans — un spécialiste de la diplomatie secrète.

### Régence

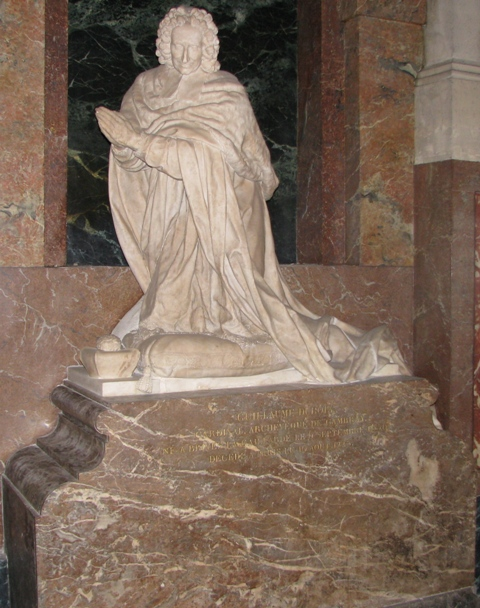
Guillaume Coustou, Monument funéraire du cardinal Dubois, église Saint-Roch de Paris.

Le début de la Régence en 1715 marque le début de l'apogée dans la carrière de Dubois.
Devenu conseiller du Régent, il exerce une influence croissante. Il oriente la France vers l'alliance britannique, aidé en cela des renseignements de sa maîtresse en titre, Madame de Tencin, qui, par son fameux salon littéraire et politique, était au fait du dessous des cartes de la politique anglaise. Les Orléans et les Hanovre devant faire face à de vives oppositions intérieures, il s'efforce de maintenir la paix qui, seule, peut permettre de maintenir la stabilité du régime et l'économie française, bien malmenée par la longue guerre de Succession d'Espagne qui vient à peine de se terminer. Pour ce faire, l'Angleterre lui versait secrètement, ainsi que nous l'apprend Nocé, une pension annuelle de 960 000 livres (soit à peu près 10 millions d'euros actuels). Le retournement des alliances en faveur de l'Angleterre des Hanovre a pour conséquence l'éloignement des descendants de la dynastie catholique Stuart. C'est ainsi que Jacques Edouard Stuart se réfugie en Avignon, terre papale, au retour de la désastreuse expédition en Écosse de 1715 (« Fifteen » selon la terminologie anglaise).
Face aux projets du cardinal Alberoni en Espagne, il négocie la Triple Alliance (1717) avec George Ier. Il entre cette même année au Conseil des affaires étrangères. Quand, le 24 septembre 1718, le Régent met fin à la polysynodie, Guillaume Dubois devient secrétaire d'Etat des Affaires étrangères.
En 1719, une guerre limitée contre l'Espagne force Philippe V à renvoyer Alberoni. Après avoir reçu précipitamment les ordres majeurs et mineurs, le 24 février 1720 , Dubois obtient l'archevêché de Cambrai (9 juin 1720), un des plus riches du pays, qui lui fournit également le titre prestigieux de prince du Saint-Empire romain germanique. Le 16 juillet 1721, après l'élection d'Innocent XIII, il reçoit la pourpre cardinalice, alors qu'il ne sait pas célébrer une messe[réf. nécessaire]. Il n'ira jamais dans son diocèse, l'essentiel de ses préoccupations allant à la politique. Il devint en outre abbé commendataire de l'abbaye de Cercamp, le 29 juillet 1721.
Ses ennemis, faisant abstraction de ses qualités de diplomate et du bilan global positif de son action au gouvernement de la France, attribuent l'essentiel de son ascendant sur le Régent à sa capacité à lui trouver des maîtresses à son goût, d'où l'aphorisme rapporté par Roger Peyrefitte à propos de son élévation au cardinalat : « le pape est un fin cuisinier qui sait faire d'un maquereau un rouget. »
La chanson de l'époque Il court, il court, le furet, constituée de contrepèteries, raille ses mœurs dissolues.

### Ministre principal
Son ascension est parachevée par l'obtention du poste de principal ministre (1722) , que Mazarin avait été le dernier à obtenir, l'entrée à l'Académie française puis la présidence de l'assemblée du clergé.
Durant son bref ministère, par le biais d'un travail acharné, il tente de relancer l'économie par la réduction des droits, de rétablir la situation des finances après les errements du système de Law et ralentit la persécution des protestants.
Doté de sept abbayes, il amasse, comme la plupart des cardinaux de l'époque, une certaine fortune (dix millions de livres) et tente de promouvoir sa famille. On lui prête une vie dissolue — peut-être à cause d'une maîtresse en titre, Mme de Tencin, — et il n'a en tout cas jamais exercé de fonction en rapport avec son état ecclésiastique.

### Mort
Il meurt à Versailles le 10 août 1723, suivi de près, trois mois plus tard, par son ancien élève, le duc d'Orléans. Il est inhumé dans la collégiale Saint-Honoré à Paris, mais celle-ci est détruite en 1792, lors de la Révolution. La tombe du cardinal Dubois est transportée quelque temps après dans l'église Saint-Roch à Paris, où elle se trouve toujours.

### Ouvrages anciens
- Jean-Baptiste Honoré Raymond Capefigue, Le Cardinal Dubois et la Régence de Philippe d'Orléans, Paris, Amyot, 1861.
- Comte de Seilhac, L'Abbé Dubois, premier ministre de Louis XV, d'après les mémoires manuscrits de l'abbé d'Espagnac, accompagnés de lettres inédites écrites par la mère du Régent et de nombreux papiers de la famille Dubois, Paris, Amyot, 1862, 2 vols. Vol. 1 numérisé &. 2 numérisé.
- Louis Wiesener, Le Régent, l’abbé Dubois et les Anglais, 1891.

### Études historiques
- Arnaud de Maurepas, Antoine Boulant, Les Ministres et les ministères du siècle des Lumières (1715-1789). Étude et dictionnaire, Paris, Christian-JAS, 1996, 452 p.
- Guillaume Lagane, L'Abbé Dubois : diplomate et premier ministre, DEA Paris I, 2000.
- Guy Chaussinand-Nogaret, Le Cardinal Dubois : une certaine idée de l'Europe, 2001.
- Alexandre Dupilet, « Le cardinal Dubois et la fonction de principal ministre : recherches et réflexions sur le ministériat au début du XVIIIe siècle », Revue du Nord, no 412,‎ 2015, p. 729-745 (DOI 10.3917/rdn.412.0729).
- Alexandre Dupilet, Le cardinal Dubois : le génie politique de la Régence, Paris, Tallandier, 2015, 410 p. (ISBN 979-10-210-0761-1, présentation en ligne).
- Gérard Valin, Les Jacobites, la papauté et la Provence, L'Harmattan, 2019  (ISBN 978-2-343-16994-1)

## Représentation

### Iconographie
- Hyacinthe Rigaud, Portrait du cardinal Dubois, aujourd'hui conservé au Cleveland Museum of Art (États-Unis)[13].

### Filmographie
- Dans le film de Bertrand Tavernier, Que la fête commence (1974), le cardinal Dubois est incarné par Jean Rochefort, aux côtés de Philippe Noiret.

### Au théâtre
- Dans la pièce de théâtre Le système d'Antoine Rault, le cardinal Dubois est interprété par Stéphane Guillon.

### Sources primaires
Les papiers personnels de Guillaume Dubois sont conservés aux Archives nationales sous la cote 145AP.

#### Sources primaires imprimées
- Saint-Simon, Mémoires : une source essentielle mais postérieure et très hostile à Dubois.
- Antoine Mongez, Vie privée du cardinal Dubois, 1789 : mémoires apocryphes d'un de ses secrétaires.
- Charles-Louis de Sevelinges, Mémoires secrets et Correspondance inédite du cardinal Dubois, 1814-17 : également apocryphes.